# گازیز (شهرستان کوگارچینسکی، باشقیرستان)
گازیز (انگلیسی: Gaziz, Kugarchinsky District, Republic of Bashkortostan) یک شهرک در شهرستان کوگارچینسکی جمهوری باشقیرستان در کشور روسیه است.